# Kathleen Mitchell Award
Kathleen Mitchell Award é um prêmio de literatura australiano que acontece a cada dois anos.

## Vencedores
- 2014 Majok Tulba, Beneath the Darkening Sk[2]
- 2013 - Desconhecido
- 2012 Melanie Joosten, Berlin Syndrome [3] [4]
- 2010 Nam Le, The Boat [5] [6]
- 2008 Randa Abdel-Fattah, Ten Things I Hate About Me[7]
- 2006 Markus Zusak, The Book Thief [8]
- 2004 Lucy Lehmann, The Showgirl and the Brumby [9]
- 2002 Sem prémio
- 2000 Julia Leigh, The Hunter
- 1998 James Bradley, Wrack
- 1996 Sonya Hartnett, Sleeping Dogs